# Alexandre Marcus
Alexandre Marcus, chef maquilleur français né à Bézenet (Allier) le 10 septembre 1920 et mort à Cannes le 8 janvier 2012 à 91 ans.

## Carrière
Alexandre Marcus était un technicien qui savait tout faire dans le domaine du maquillage, toujours à la recherche du travail bien fait. 
En 1946, il commence une longue collaboration et amitié avec Jean Marais dont il sera le maquilleur attitré sur la plupart de ses films, comme Le Bossu d’André Hunebelle ou Orphée de Jean Cocteau, jusqu’à Peau d'âne  de Jacques Demy en 1970. On ne peut oublier Les Yeux sans visage de Georges Franju où il fit un superbe travail en équipe avec George Klein. Jusqu’en 1979, Alexandre Marcus aura été un maquilleur complet, comme il fallait l’être à cette époque : les maquillages de beauté de grandes actrices, les maquillages de composition (vieillissements, postiches, blessures, etc…) pour toutes les périodes.
Il a ainsi apporté son talent à beaucoup parmi les plus grands réalisateurs français : Jean Cocteau, André Hunebelle, André Cayatte, Robert Vernay, Yves et Marc Allégret, Yves Ciampi, Henri Decoin, Roger Vadim, Claude Boissol, Alain Resnais, Jean-Pierre Mocky, René Clément, Christian Jaque, Jean Delannoy, Jean Girault, Daniel Vigne, Claude Chabrol, Patrice Chéreau, Nina Campanéez, Jacques Demy, Michel Deville, José Giovanni, entre autres… 
Il a maquillé beaucoup de grandes vedettes du cinéma français : Simone Signoret, Edwige Feuillères, Elsa Martinelli, Françoise Christophe, Allida Valli, Valentina Cortese, Jean Marais, Yves Montand, Curd Jurgens, Gérard Philipe, Arletty, Danielle Delorme, Françoise Fabian, Mylène Demongeot, Daniel Sorano, Robert Hossein, Magali Noel, Estella Blain, Philippe Clay, Emmanuelle Riva, Bourvil, Jean Le Poulain, Juliette Mayniel, Claudine Auger, Maria Casarès, Alice Sapritch, Daniel Gélin, Geneviève Grad, Gérard Barray, Delphine Seyrig, Ingrid Thullin, Geneviève Bujold, Brigitte Bardot, Jean Poiret, Michel Serrault, Francis Blanche, Michèle Morgan, Michel Piccoli, Pierre Clémenti, Anouk Aimée, Marie Dubois, Matthieu Carrère, Micheline Presle, Catherine Deneuve, Françoise Rosay, Anny Duperey, Bruno Pradal, Bernadette Laffont, Jane Birkin, Stéphane Audran, Michel Galabru, Bernard Le Coq, Francis Huster, Nathalie Delon, Charlotte Rampling, Annie Girardot… 
Âgé de 91 ans, Alexandre Marcus meurt le dimanche 8 janvier 2012 des suites d’une longue et douloureuse maladie. À plusieurs reprises, il a travaillé en équipe avec son épouse Éliane Marcus.

## Filmographie sélective
- 1947 : Les Chouans d'Henri Calef
- 1948 : Le Dolmen tragique de Léon Mathot
- 1948 : Aux Yeux du souvenir de Jean Delannoy
- 1948 : Les Parents terribles de Jean Cocteau
- 1949 : Bal Cupidon de Marc-Gilbert Sauvajon - à confirmer
- 1950 : Orphée de Jean Cocteau
- 1950 : Justice est faite d'André Cayette
- 1950 : Le Rosier de Madame Husson de Jean Boyer
- 1950 : Le Château de verre de René Clément
- 1951 : Les Miracles n'ont lieu qu'une fois d'Yves Allégret
- 1951 : Capitaine ardent d'André Zwobada - à confirmer
- 1952 : Nez de cuir d'Yves Allégret
- 1954 : Le Comte de Monte Cristo de Robert Vernay
- 1955 : Futures vedettes de Marc Allégret
- 1955 : Les Héros sont fatigués d'Yves Ciampi - avec la collaboration de Lisette Marcus
- 1955 : L'Amant de Lady Chatterlay de Marc Allégret
- 1955 : Le Pain vivant de Jean Mouselle - à confirmer
- 1956 : Toute la ville accuse de Claude Boissol
- 1956 : La Meilleure part d'Yves Allégret - avec la collaboration d’Éliane Marcus
- 1956 : Mon curé chez les pauvres d'Henri Diamant-Berger - à confirmer
- 1957 : Les Suspects de Jean Dréville
- 1957 : Donnez moi ma chance de Léonide Moguy - à confirmer
- 1957 : Amour de poche de Pierre Kast
- 1958 : Les Bijoutiers du clair de lune de Roger Vadim
- 1958 : Chaque jour a son secret de Claude Boissol
- 1959 : Le Vent se lève d'Yves Ciampi
- 1959 : Hiroshima mon amour d'Alain Resnais
- 1959 : La Sentence de Jean Valère - à confirmer
- 1959 : Des Femmes disparaissent d’Édouard Molinaro  - avec la collaboration d’Éliane Marcus
- 1960 : Le Bossu d'André Hunebelle - avec la collaboration d’Éliane Marcus
- 1960 : Les yeux sans visage de Georges Franju - A. Marcus non crédité
- 1960 : Le Capitan d'André Hunebelle
- 1960 : Le Testament d'Orphée de Jean Cocteau
- 1960 : Un couple de Jean-Pierre Mocky
- 1961 : La Princesse de Clèves de Jean Delannoy
- 1961 : Le Miracle des loups d'André Hunebelle - avec la collaboration d’Éliane Marcus
- 1961 : Le Capitaine Fracasse de Pierre Gaspard-Huit
- 1961 : L'Année dernière à Marienbad d'Alain Renais - avec la collaboration d’Éliane Marcus
- 1962 : Le Masque de fer d'Henri Decoin
- 1962 : Les Honneurs de la guerre de Jean Deweyer - à confirmer
- 1963 : L'Honorable Stanislas, agent secret de Jean-Charles Dudrumet
- 1963 : Muriel ou le Temps d'un retour d'Alain Resnais  - avec la collaboration d’Éliane Marcus
- 1964 : Patate de Robert Thomas
- 1965 : Pleins feux sur Stanislas de Jean-Charles Dudrumet
- 1966 : Le Saint prend l'affût de Christian Jaque
- 1966 : La Guerre est finie d'Alain Renais - avec la collaboration d’Éliane Marcus
- 1967 : Le Grand bidule de Raoul André - à confirmer
- 1968 : Un soir, un train d'Alain Resnais - à confirmer
- 1968 : Benjamin ou les mémoires d'un puceau de Michel Deville - avec la collaboration d’Éliane Marcus
- 1969 : Tout peut arriver de Philippe Labro - à confirmer
- 1970 : Peau d'âne de Jacques Demy - avec la collaboration d’Éliane Marcus
- 1970 : L'Ours et la poupée de Michel Deville - avec la collaboration d’Éliane Marcus
- 1970 : La Maison des Bories de Jacques Daoniol-Valcroze - à confirmer
- 1971 : Raphaël ou le débauché de Michel Deville - avec la collaboration d’Éliane Marcus
- 1972 : Pas folle la guêpe de Jean Delannoy - à confirmer
- 1973 : L'Histoire très bonne et très joyeuse de Colinot Trousse-Chemise de Nina Compannez
- 1973 : Les Hommes de Daniel Vigne - à confirmer
- 1973 : Les Noces rouges de Claude Chabrol - à confirmer
- 1973 : Le Concierge de Jean Girault - à confirmer
- 1974 : Le Protecteur de Roger Hanin - à confirmer
- 1974 : Tendre Dracula de Pierre Grunstein - à confirmer
- 1974 : Dites le avec des fleurs de Pierre Grimblat - à confirmer
- 1975 : Il faut vivre dangereusement de Claude Makovski
- 1975 : La Chair de l'orchidée de Patrice Chéreau - avec la collaboration d'Alain Folgoas
- 1976 : Monsieur Albert de Jacques Renard - à confirmer
- 1978 : Le Dernier amant romantique de Just Jaeckin - à confirmer
- 1979 : Les Égouts du Paradis de José Giovanni - à confirmer
- 1979 : Lady Oscar de Jacques Demy - avec la collaboration d’Éliane Marcus